# Gino Baratta
Gino Baratta (Revere, 10 agosto 1932 – Mantova, 23 ottobre 1984) è stato un critico d'arte e critico letterario italiano.

## Biografia

Gino Baratta alla presentazione
de Il sesto poeta, con Alberto Cappi, Gilberto Finzi, Sergio Cordibella,
Mantova, 1982

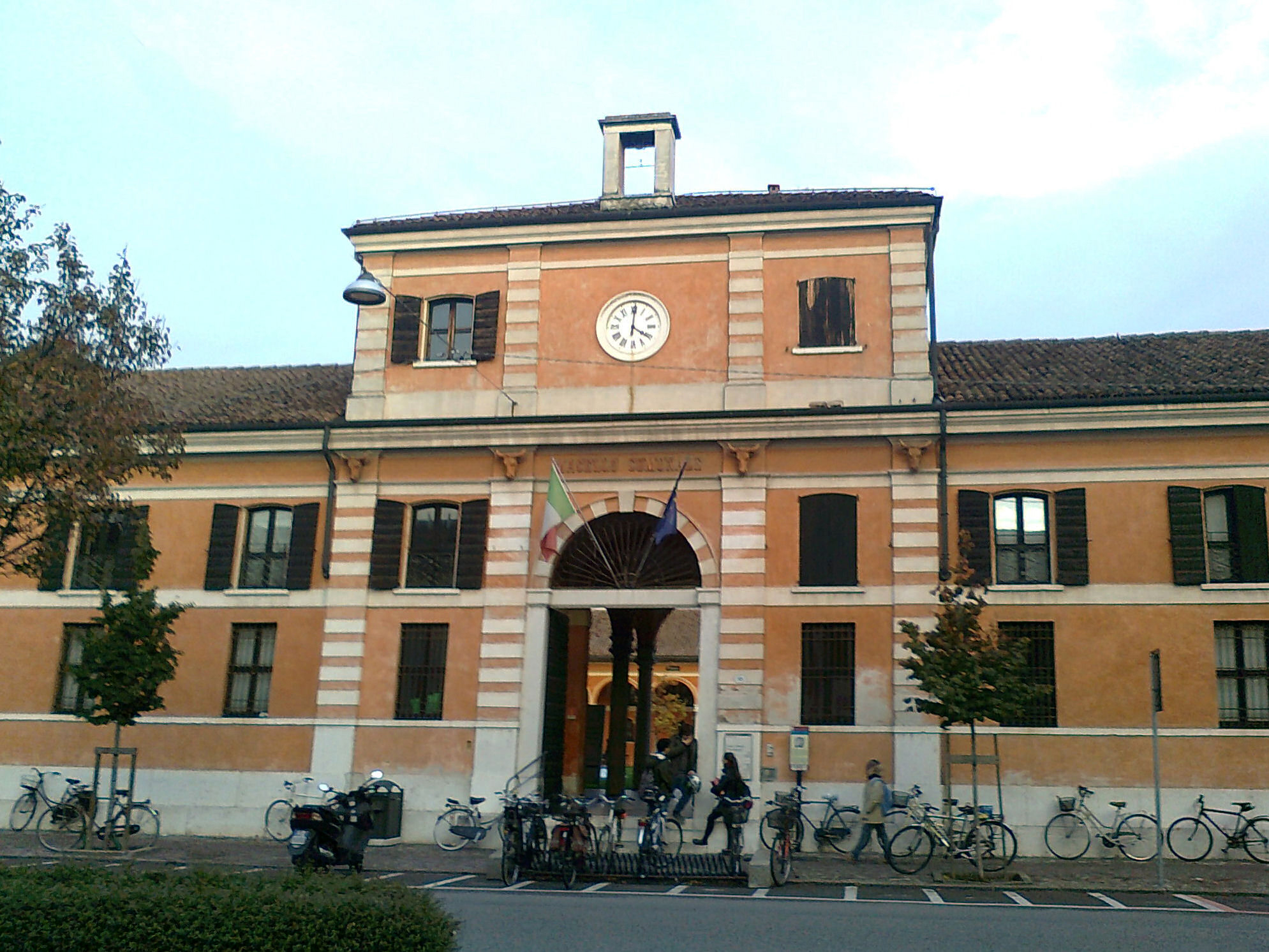
Mantova, Biblioteca Baratta.

Gino Baratta nasce il 10 agosto 1932 a Revere, provincia di Mantova. 

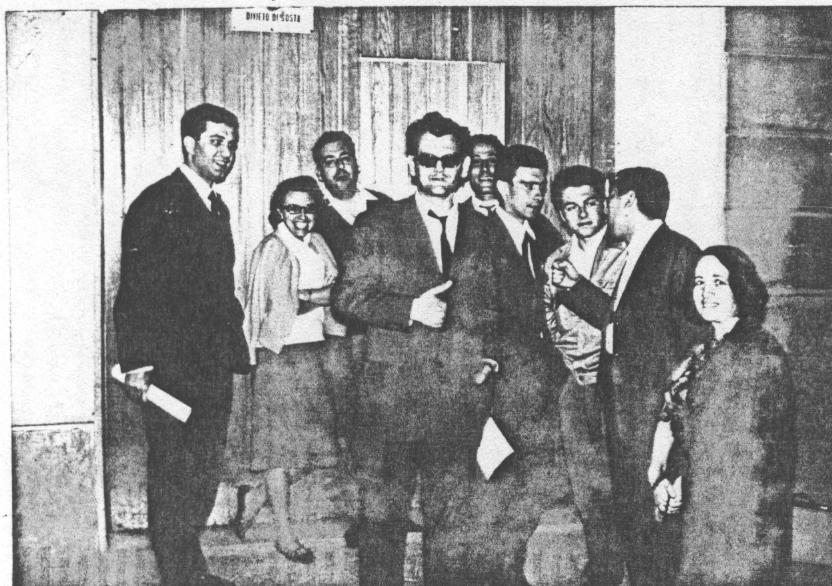
1965: Gino Baratta con i fondatori della rivista letteraria Il Portico: Ferdinando Trebbi, Vladimiro Bertazzoni, Giuliano Parenti, Umberto Artioli, Renzo Margonari, Mario Artioli

Il padre Felice e lo zio Francesco sono artigiani specializzati nella tornitura del legno.
Nel 1952 consegue la maturità classica al Liceo Virgilio di Mantova. È suo insegnante di lettere Emilio Faccioli, che lo incoraggia a coltivare il gusto per la letteratura e per ogni altra forma d'arte. Nel 1965, insieme a lui, tradurrà dal francese, per la Casa Editrice Einaudi, il volume di Henri Focillon, L'arte dell'Occidente; e a lui dedicherà, alla presentazione mantovana della sua traduzione della Moscheide folenghiana, una serie di considerazioni sul tradurre, pubblicate postume nel 2008 dall'editore G. Arcari.
L'orientamento di Faccioli e la frequentazione dei pittori conterranei Rino Luppi e Lanfranco (Frigeri) - con la cerchia di amici che ruotava intorno a loro - lo appassionano alla pittura e lo conducono ad approfondire le tematiche legate all'analisi dell'opera d'arte.
Nella biblioteca dello zio materno, Pietro Pavesi, trova abbondanza di libri. Di quegli anni di letture disordinate e appassionate è la 'scoperta' di Baudelaire e dei poeti maledetti, di Nietzsche, di Jung, di Kerenyi, di Kierkegaard... Legge moltissimo, con una curiosità onnivora, come sarà per tutta la sua vita, spaziando dalla letteratura - con particolare attenzione alla poesia - alla critica letteraria e d'arte, alla filosofia, alla psicanalisi, alla sociologia, all'antropologia. Legge e ascolta musica.
Concluso il Liceo, frequenta la Facoltà di Lettere e Filosofia presso l'Università Cattolica del "Sacro Cuore" di Milano e si laurea in Lettere Moderne, nel febbraio 1958, con una tesi su La poesia cosmografica del '400, relatore il professor Mario Apollonio. 
Dopo la laurea si dedicherà all'insegnamento e nel 1963 otterrà la nomina in ruolo come insegnante di lettere, prima alle Scuole Medie, poi, nel 1965, alle Superiori: e sarà l'Istituto Tecnico per Geometri Carlo d'Arco di Mantova, la scuola della sua vita; dove - con alcuni colleghi, negli anni 1975 e 1976 - farà anche l'esperienza della Presidenza collegiale.
Nel 1960 si sposa con Annarosa Enzi e si trasferisce a Mantova. Hanno una figlia, Valeria.
La sua formazione culturale si arricchisce e si approfondisce attraverso la lezione degli esponenti delle tendenze critiche che si intersecano e si combinano fin dagli anni '50 del Novecento, soprattutto nell'ambito del pensiero fenomenologico (Edmund Husserl, Maurice Merleau-Ponty, Emmanuel Lévinas...) e della "Nouvelle critique littéraire" ( Roland Barthes, Jean Starobinski...): a partire dalla critica di area marxista (Antonio Gramsci, György Lukács...) e della Scuola di Francoforte (Max Horkheimer, Theodor Adorno, Walter Benjamin...), al Formalismo russo (Viktor Šklovskij, Vladimir Propp, Jurij Tynjanov,...), allo Strutturalismo (Ferdinand de Saussure, Roman Jakobson, Claude Lévi-Strauss...) e al Poststrutturalismo (Jacques Derrida, Gilles Deleuze, Félix Guattari...), alla critica semiotica (Julia Kristeva, Algirdas Julien Greimas, Umberto Eco, Maria Corti...), psicanalitica (Charles Mauron, Giacomo Debenedetti) e filosofica (Jacques Lacan, Michel Foucault, Louis Althusser...), a quella stilistica (Ernst Curtius, Leo Spitzer, Erich Auerbach, Gianfranco Contini...) e, soprattutto dalla fine degli anni Settanta, a quella ermeneutica (Hans Georg Gadamer, Hans Blumenberg, Jürgen Habermas...). Per quanto riguarda la critica italiana, particolare interesse riserverà alla Neofenomenologia critica di Luciano Anceschi e al Gruppo 63.
Dietro il reale, dietro lo specchio,

rimane un fondo, una lettera

il cui spirito rimane indecifrabile.
da Itinerario negli anni magici

in Miraggi della Biblioteca, p. 30.
La biblioteca sotterranea costituisce

la geografia del profondo;

là si deve scendere

per dar senso all'invenzione. [...]
La discesa porta al cuore del mondo:

là si apprende che scrivere è ritrovare,

che ritrovare è ricordare.
da Nerval: l'impossibile unione,

in Miraggi della Biblioteca, p.13.
I suoi interessi spaziano in tutti i campi: poesia, teatro, pittura, architettura, cinema e musica; si ancorano profondamente nella contemporaneità e si rivolgono in particolare alle cosiddette "aree marginali", ai "territori di frontiera", dove "fermenta e matura il futuro dell'arte".
Le sue predilezioni vanno alle poetiche del Barocco e del Manierismo, alle grandi ermeneutiche del passato e contemporanee, al tema dell'immaginario, che " è accessibile solo nei travestimenti in cui esso si disloca, cioè nei segni"; invariata nel tempo rimane "la chiave formale, lo smontaggio retorico e linguistico dell'evento letterario", di cui testimonia il saggio su Giorgio Manganelli del 1982, raccolto nei Miraggi della Biblioteca. Così come temi ricorrenti sono i motivi del Labirinto - con la sua dimensione disorientante - e della Biblioteca "sotterranea".
Scrive sul quotidiano locale Gazzetta di Mantova, su riviste letterarie come Che fare, Marcatré, Quindici, Il Verri, Anterem, Il Caffè, Il Cobold, Quinta Generazione, Spirali, Testuale, Squero, Studi teatrali, Letteratura.
Nel 1973 collabora con l'Università di Verona. 
Intenso è il suo impegno nella realtà sociale e locale; partecipa all'organizzazione di eventi culturali e presenta mostre d'arte.
Nel 1974 cura con Francesco Bartoli e Zeno Birolli Osvaldo Licini, Errante, eretico, erotico - Gli scritti letterari e tutte le lettere, Feltrinelli, Milano. Nel 1983 scrive un saggio introduttivo su La doppia dimenticanza - Poeti della sesta generazione, per l'Editrice Forum di Forlì.
A partire dagli anni Settanta si appassionerà al teatro di sperimentazione e porterà a Mantova, con il Circolo Ottobre, i gruppi di punta della Neoavanguardia e della Postavanguardia teatrale, impegnandoli anche in laboratori per la scuola.
Conclusi gli anni Settanta e il periodo dell'utopia collettiva - scrivono gli amici Umberto Artioli e Francesco Bartoli, ambedue docenti universitari di Storia del Teatro - diventano centrali per lui i temi della soggettività e della memoria, del viaggio come "quest che porta al centro, all'origine, al fondo, al desiderio". E ancora Umberto Artioli sottolinea, per altro verso, come fosse "... sempre alla ricerca del nesso che stringe in un'unica costellazione l'avventura letteraria e la passione civile. [...]"; e come "Il dialogo, l'intervento, la militanza [fossero] per Baratta una sorta di necessità: di qui i tratti inconfondibili del magistero, praticato con assoluto dispendio di sé in una difficile osmosi tra l'aristocratica raffinatezza dei presupposti culturali e la necessità di diffondere e divulgare" (Umberto Artioli, Prefazione al libro di Luigi Lonardo, Dedalo e il labirinto, pp. 9–10).
Muore il 23 ottobre 1984, a cinquantadue anni, per il male che l'aveva colpito quasi cinque anni prima.
Nel 1998 il Comune di Mantova gli dedica la nuova biblioteca della città: la Biblioteca Mediateca Gino Baratta.

## Attività culturale e opere
Ci si interroga oggi sull'identità dell'uomo del passato, sulle sue ossessioni, così come domani qualcuno s'interrogherà sulla nostra identità. E probabilmente l'ossessione 'linguistica' risulterà il tratto saliente del volto novecentesco, lo stesso che oggi sembra abbia caratterizzato l'uomo come tale. [...]
Appariremo come coloro che hanno interrogato il linguaggio come si interroga il quid che appassiona ed affligge con il suo mostrarsi e scomparire, con il suo svelarsi e ri-velarsi?
Coloro che hanno avuto due vocazioni: una a cercare il contenuto di verità, l'altra a commentarne il contenuto reale.
Critica e commento sono i due poli di rapporto con il linguaggio; solo permane il dubbio che il contenuto di verità rimanga latente.
Per questo il critico del linguaggio è insoddisfatto, come l'alchimista consapevole che il linguaggio non rivela mai del tutto il proprio segreto, mentre il commentatore è convinto che il contenuto di verità diventi tutt'uno con il contenuto reale: egli è il chimico che del rogo del linguaggio analizza solo legno e cenere.
Da Linguaggio, in Enciclopedia, XV: Sistematica, Einaudi, Torino 1982, pp. 331-340.
Il poeta, la poesia, si dice, sono lontanissimi dal reale, dalla terra.
In vena di metaforica astrofisica, posso supporre che la poesia sia uno di quei quasar lontanissimi di cui, tuttavia, si registrano la presenza, i messaggi.
Poesia lontana dall'orizzonte terreno dodici miliardi di anni luce?
Ma uno di quei quasar che emettono più energia di cento miliardi di stelle.
Discorso pronunciato il 7 novembre 1982, a Malo (Vicenza), al convegno Il poeta, in Lo specchio di carta, p. 181.
Bisognerà decidersi ad ammettere che esiste sotto la biblioteca consacrata e visibile, una biblioteca sconsacrata e nascosta, sotterranea.
Come dire che c'è un tempo storico, cronometrico, cronologico che è il tempo sacro che governa la biblioteca visibile, il topos-biblioteca che si differenzia da ogni altra costruzione, così come avviene per il tempio. E c'è un tempo profano, misto, non lineare che rovista confonde , mescola le carte degli archivi, i volumi della biblioteca sotterranea.
Un rito si celebra nel tempo sacro della biblioteca visibile; una sorta di messa nera si consuma nell'ipogeo. In alto si consacra, sotto si dissacra; sopra si celebra un luogo e un tempo; sotto si profana il perimetro del tempio, si sgretolano le fondamenta, si rodono e scavano i muri, come se un vento vi imperversasse a dissestare scaffali, a disseminare inventari e schedari.
Frequentare le biblioteche: forse significa l'avventura che comporta il disorientarsi dentro l'ipogeo della biblioteca.
Il tempo, la biblioteca, la scrittura globulare in Miraggi della biblioteca, p. 261.

### Specola e Microscopio
Nel corso degli studi universitari, collabora alla rivista d'arte e di attualità Specola e Microscopio, edita a Milano. Pubblica articoli su Baudelaire su Nicola Berdjaev su La genesi di Parsifal.

### Gruppo di Cultura Moderna
Agli inizi degli anni Sessanta, insieme ad altri intellettuali mantovani, anima il Gruppo di Cultura Moderna, interessato alle realtà artistiche e letterarie contemporanee.

### Il Portico
Nel 1964 collabora alla nascita a Mantova della rivista d'avanguardia Il Portico, rivista di analisi della letteratura, dell'arte e della filosofia del Novecento. Escono quindici numeri. L'esperienza si chiude nel 1970. Gino Baratta pubblica articoli riguardanti Herbert Read
Umberto Bellintani 
il Gruppo '63 Rocco Scotellaro Elio Pagliarani Roberto Di Marco
Edoardo Sanguineti..
Nel 1967 esce il volume Pretesti critici (Ricerche sulla letteratura contemporanea), che raccoglie gli articoli pubblicati dal 1964 al 1966 su Il Portico e uno studio del 1966, Il manierismo: una categoria discussa..

### Circolo Ottobre
Nel 1972 è fra i collaboratori del gruppo politico-culturale il Circolo Ottobre, fondato da Lotta Continua.
Il gruppo mantovano, che subito si rivelerà "trasgressivo rispetto alla linea nazionale" organizzerà mostre d'arte, spettacoli teatrali e proiezioni cinematografiche d'avanguardia, cicli di conferenze e dibattiti, fino al 1980, data dello scioglimento.
Le iniziative culturali del Circolo Ottobre sono presentate e commentate da articoli scritti sul quotidiano locale da Gino Baratta, che in quelle occasioni non firma col proprio nome ma con quello del Circolo stesso. Fra i molti altri gruppi si esibiscono a Mantova Memè Perlini, il Carrozzone (noto poi come Magazzini Criminali) 
il Bread & Puppet Theater 
l'Odin Teatret
La Gaia Scienza, il duo Dal Bosco-Varesco e il Living Theatre.

### Cataloghi di mostre d'arte
Negli anni Settanta e nei primi anni Ottanta, come critico d'arte, presenta le opere di artisti come Gastone Novelli, Virgilio Guidi, Eustachy Kossakowski, Marcello Morandini, Gino Gorza, Giosetta Fioroni
Rodolfo Aricò, 
Leonardo Mosso, 
Elio Marchegiani, 
Gianfranco Baruchello, 
Enrico Cattaneo, 
Vasco Bendini. Felice Casorati. Di Renato Birolli uscirà postumo lo studio sui Taccuini.
Nel 1979 collabora al Catalogo di una mostra al Padiglione d'Arte Contemporanea di Milano, curata da Zeno Birolli e intitolata Letteratura-Arte. Miti del '900.
Nel 1981 i suoi interventi, raccolti nella sezione Stanze, vengono pubblicati a Parigi dal Centre Pompidou, nel catalogo della mostra Les réalismes 1919-1939.

### Voci Enciclopediche
Nel 1976, con la casa editrice Feltrinelli, per "Letteratura 1", scrive la voce Avanguardia letteraria 
e, nel 1980, per "Enciclopedia del teatro del '900", Feltrinelli, Milano 1980, la voce Teatro del Gruppo 63.
Negli anni 1981-1982, per l'Enciclopedia della casa editrice Einaudi, scrive le voci Ritmo; Argomentazione; Linguaggio.

### Collana per la "Libreria Einaudi" di Mantova
Nel 1983, insieme all'amico di sempre Francesco Bartoli, collabora con Alberto Bernardelli e Frediano Sessi alla creazione di una collana della “Libreria Einaudi” di Mantova, il cui intento è dare ampio spazio ad artisti giovani e poco conosciuti e suggerire una metodologia aperta nell'analisi dell'opera d'arte: "... quadri e sculture vengono accostati a pezzi letterari" e al lettore è affidato il ruolo attivo di ordinare e interpretare materiali "...fuori posto [...], fuori museo, fuori compendio, fuori archivio".

### Opere postume
Alla sua morte lascia scritti inediti, studi realizzati tra il 1979 e il 1984 sulla poesia e sul linguaggio, saggi su autori come Gérard de Nerval, e i prediletti Andrea Zanzotto e Giorgio Manganelli. Tutto questo materiale, insieme ad articoli, prefazioni di libri, introduzioni a cataloghi di mostre già pubblicati, sarà ordinato nei volumi postumi:
- Lo specchio di carta. Scritti sulla poesia contemporanea, Forlì, Forum/Quinta generazione, 1985.
- Miraggi della Biblioteca, Brescia, Shakespeare & Company, 1986.
- Il voltafaccia del linguaggio, a cura di Zeno Birolli, Milano, C. Lombardo, 1993, ISBN 88-7799-054-6.
- Taccuini di Birolli, Mantova, Corraini, 1996.